# Piter Jellespriis
De Piter Jellespriis is een literaire prijs voor zowel Friestalige als Nederlandstalige werken, waarin door de taal of het onderwerp een relatie met Friesland tot uitdrukking komt. De prijs is genoemd naar de dichter-staatsman Pieter Jelles Troelstra, die veel publicaties naar Fries gebruik ondertekende met zijn voornaam en vadersnaam Piter Jelles.
De Piter Jellespriis werd in 1974 ingesteld door de gemeente Leeuwarden. Aanvankelijk werd de prijs een keer per twee jaar uitgereikt, sinds 1995 echter een keer in de vier jaar. De prijs bestaat uit een oorkonde en een geldbedrag van 5000 euro

## Winnaars
- 2019 - Poëzieproject Poetic Potatoes van De Bildtse Aardappelweken
- 2016 - Nyk de Vries voor zijn roman Renger
- 2015 - niet toegekend
- 2011 - Aggie van der Meer voor haar roman De Oerfeart
- 2006 - Nynke Laverman voor haar theaterprogramma Sielesâlt, waarvoor ze gedichten van Slauerhoff bewerkte tot Friestalige fado's
- 2002 - Tineke Steenmeijer-Wielenga voor haar grote verdiensten voor het literaire leven in Friesland
- 1997 - Kees 't Hart voor zijn gehele oeuvre
- 1992 - niet toegekend
- 1990 - Rod C. Jellema voor vertaling van Friese gedichten in het Engels
- 1988 - Pieter Terpstra voor zijn gehele oeuvre
- 1986 - Douwe Tamminga voor De Boumaster fan de Aldehou
- 1984 - Sjoerd Leiker voor zijn gehele oeuvre
- 1982 - J.J. Kalma voor zijn Troelstra-bibliografie en zijn aandeel in de uitgave van Troelstra's Samle fersen
- 1980 - Hartog Beem voor artikelen en boeken over het joodse leven
- 1978 - Sjoerd van der Schaaf voor Skiednis fan de Fryske biweging
- 1976 - Theun de Vries voor zijn vertaling in het Nederlands van de verzenbundel In memoriam van Douwe Tamminga
- 1974 - Tabe Beintema voor zijn activiteiten op het terrein van de Friese letterkunde